# Maria Van Gestel
Maria Van Gestel (4 juni 1961) is een Belgische voormalige atlete, die gespecialiseerd was in de lange afstand en het veldlopen. Zij veroverde op twee onderdelen in totaal drie Belgische titels.

## Biografie
Van Gestel werd in 1990 en 1991 Belgisch kampioene op de 10.000 m. In 1992 volgde een titel op de 3000 m. 
Tussen 1986 en 1991 nam Van Gestel vijfmaal deel aan de wereldkampioenschappen veldlopen. Haar beste resultaat was een negenendertigste plaats.
Van Gestel was aangesloten bij AC Herentals.

## Belgische kampioenschappen
| Onderdeel | Jaar       |
| --------- | ---------- |
| 3000 m    | 1992       |
| 10.000 m  | 1990, 1991 |

## Persoonlijk records
| Onderdeel | Prestatie | Datum            | Plaats  |
| --------- | --------- | ---------------- | ------- |
| 3000 m    | 9.09,59   | 10 juni 1989     | Deinze  |
| 5000 m    | 15.50,77  | 25 augustus 1989 | Brussel |
| 10.000 m  | 33.30,21  | 9 mei 1991       | Merksem |

## Palmares

### 1500 m
- 1992:  BK AC – 4.22,00

### 3000 m
- 1992:  BK AC – 9.25,10

### 5000 m
- 1989: 8e Memorial Van Damme – 15.50,77

### 10.000 m
- 1990:  BK AC in Kessel-Lo – 33.54,37
- 1991:  BK AC in Merksem – 33.30,21

### veldlopen
- 1986: 60e WK in Neuchatel
- 1987: 112e WK in Warschau
- 1988: 105e WK in Auckland
- 1989:  Cross van Hannuit
- 1989: 39e WK in Stavanger
- 1991: 91e WK in Antwerpen